# Bol'šaja Ėrča
La Bol'šaja Ėrča (in russo Большая Эрча?, in russo Grande Ėrča) è un fiume della Siberia Orientale, affluente di destra dell'Indigirka. Scorre nell'Allaichovskij ulus della Sacha (Jacuzia), in Russia.
Il fiume ha origine dai monti Ulachan-Sis e scorre in direzione ovest. Sfocia nell'Indigirka a una distanza di 354 chilometri dalla foce. La sua lunghezza è di 252 km, l'area del bacino è di 4 290 km².
Il suo maggior affluente (da destra) è la Malaja Ėrča (lungo 101 km).